# Rudolf Herzfeld
Rudolf Herzfeld (geboren 19. September 1872 in Hannover; gestorben 5. März 1939 in London) war ein deutscher Regierungsbaumeister, Erfinder und Bankier.

## Leben
Der in der Gründerzeit des Deutschen Kaiserreichs in die Familie Herzfeld hineingeborene Rudolf Herzfeld war Sohn des in Hannover tätigen Bankiers Gottfried Herzfeld. Erzogen im mosaischen Glauben, besuchte er in seiner Heimatstadt von Ostern 1879 bis zum Reifezeugnis Ostern 1891 das Gymnasium Lyceum II. Anschließend studierte er von Oktober 1891 bis Oktober 1895 je zwei Semester Maschinenbau an der Technischen Hochschule zu Darmstadt und der TH Hannover sowie vier Semester an der TH zu Berlin. Praktische Erfahrungen sammelte er in insgesamt 14 Monaten vor, während und nach seinem Studium unter anderem in der mechanischen Werkstatt von H. Pfaff in Hannover. 1897 verfasste Herzfeld, „Regierungsbauführer aus Hannover“, seine naturwissenschaftlich-mathematische Dissertation an der Universität Heidelberg zu den Themen Über den elektrischen Kohlenlichtbogen sowie Bestimmung der Kapillaritätskonstanten für Kupfer, Eisen, Nickel, Kobalt.
Im Folgejahr 1898 meldete „Dr. Rudolf Herzfeld, Hannover, Hausmannstr. 2“ beim Kaiserlichen Patentamt seine Erfindung an; „eine aus der Ebene herausschwingende Fahrradstütze“.
Mit seinem am Bankplatz in Berlin Unter den Linden 56 im Jahr 1900 eröffneten Bankhaus zählte Rudolf Herzfeld ähnlich wie Hugo J. Herzfeld zu den bekannten Berliner Bankiers. Um 1902 suchte er als Regierungsbaumeister in Berlin erfolgreich um seine Entlassung aus dem Staatsdienst nach.
Gegen Ende der Weimarer Republik agierte Rudolf Herzfeld, der 1929 im Haus Schlüterstraße 42 in Berlin W15 wohnte, als stellvertretender Aufsichtsratsvorsitzender in verschiedenen Gesellschaften unter dem Vorsitzenden Carl Herzfeld und dem in Berlin tätigen Direktor der Darmstädter und Nationalbank Carl Mailaender. Anfang der 1930er Jahre saß „Dr. phil. Adolf Herzfeld-Wolfes, Kaufmann, Hannover“ gemeinsam mit „Dr. Karl Herzfeld, Bankier, Hannover“ und „Dr. Rudolf Herzfeld, Regierungsbaumeister a. D., Berlin“ am 7. Januar 1930 bei der 4. Generalversammlung der Süddeutschen Zucker-Aktiengesellschaft in Mannheim im Aufsichtsrat des Unternehmens.
Nach der Machtergreifung durch die Nationalsozialisten soll Rudolf Herzfeld am 5. März 1939 in London verstorben sein.

## Schriften
- I. Über den elektrischen Kohlenlichtbogen. II. Bestimmung der Kapillaritätskonstanten für Kupfer, Eisen, Nickel, Kobalt, naturwissenschaftlich-mathematische Dissertation 1897 an der Universität Heidelberg, Hannover: Druck der Vereinsbuchdruckerei, 1897
- Die Grundlagen des Eisenbahnmaschinenbaus, gemeinfasslich dargestellt, Hannover: Schmorl & v. Seefeld, 1897